# Teoria neutralna ewolucji molekularnej
Teoria neutralna ewolucji molekularnej – jedna z teorii ewolucji.

## Podstawy – synteza ewolucyjna
Teorie ewolucji opisują zmienność organizmów w czasie. Od czasów Darwina wiadomo, że poszczególne taksony zmieniają się stopniowo, a ewolucja zachodzi na skutek zmiany proporcji cech organizmów. Poszczególne organizmy różnią się bowiem zdolnością do przeżywania i rozmnażania się (dostosowanie), wobec czego podlegają działaniu doboru naturalnego. Nowe cechy pojawiają się na skutek mutacji w materiale genetycznym, które mogą utrwalać się w populacji bądź zanikać, zależenie od wpływu na funkcjonowanie organizmu, ale także od dryfu genetycznego, czyli losowych zmian częstości alleli w populacji. Opisuje to synteza ewolucyjna.
Zmiany wynikające z dryfu genetycznego przebiegają inaczej niż te uwarunkowane doborem naturalnym. Nie ma tutaj znaczenia, czy cecha warunkowana przez dany gen jest dla organizmu przydatna, obojętna, czy też może szkodliwa. Losowe procesy sprawiają, że do następnego pokolenia trafiają losowe geny. Im mniejsza populacja, tym ten efekt silniej na nią wpływa (ważna jest efektywna wielkość populacji, a więc liczba osobników rzeczywiście przystępujących do rozrodu, a nie całkowita liczba osobników w populacji). Z biegiem czasu dryf genetyczny prowadzić może do całkowitej utraty pewnych alleli przez populację, a do utrwalenia się innych (utrata heterogeniczności populacji).

## Nowe dane molekularne
Po stworzeniu syntezy ewolucyjnej w latach 30. XX wieku uważano przez następne 3 dekady, że poszczególne allele danego genu zazwyczaj różnią się od siebie wartością adaptacyjną, to znaczy – jedne są z ewolucyjnego punktu widzenia korzystne, a inne szkodliwe. Wobec tego podlegają one działaniu doboru naturalnego, który determinuje ich częstości. Jednak rozwój biologii molekularnej w latach 60. XX wieku doprowadził do zmiany tych poglądów.
Wtedy to nastąpił rozwój teorii neutralnych.
Wcześniej opierano się głównie o badania cech morfologicznych bądź fizjologicznych. Nowe dane molekularne przyniosły inny obraz. W 1966 ukazała się praca Lewontina i Hubby’ego wskazująca na polimorfizm większości loci kodujących enzymy. Obserwowana zmienność była tak duża, że nie wydawało się prawdopodobne, by mogła się utrzymać, gdy działał nań dobór naturalny. Wyciągnięto z tego wniosek, że w takim razie duża część zmienności musi być neutralna (ani korzystna, ani niekorzystna).
W tym samym czasie kolejnego odkrycia dokonał Motoo Kimura. Japończyk ten w 1968 obliczył tempo ewolucji sekwencji aminokwasów dla kilku białek, bazując na metodach filogenetycznych. Wyniki otrzymane dla różnych białek były podobne. Wynikało stąd, że białka te ewoluują w podobnym tempie. Podobnego tempa ewolucji nie należałoby oczekiwać w przypadku oddziaływania doboru naturalnego, gdyż cechy organizmów żywych ewoluują w różnym tempie, co określa się ewolucją mozaikową. Zmienne tempo ewolucji potwierdzają obserwacje współczesnych organizmów i zapis kopalny. Dane Kimury pozostawały jednak w sprzeczności z tamtymi obserwacjami. Różne białka w różnych liniach ewolucyjnych ewoluowały w takim samym tempie. Takich wyników można by się było spodziewać, gdyby za ich zmiany nie odpowiadał głównie dobór naturalny, ale oddziaływający na nowo powstające mutacje dryf genetyczny. Jego tempo nie zależy bowiem od rodzaju mutacji i linii ewolucyjnej, ale tylko od efektywnej liczebności populacji.
W ten sposób rozpoczęła się debata neutralistów z selekcjonistami, spierającymi się o udział dryfu bądź doboru w ewolucji. Spór pozostał nierozstrzygnięty. Choć nie ulega wątpliwości, że część zmienności wynika z dryfu, część z doboru, spór o przewagę jednego z tych dwu mechanizmów nad drugim pozostaje.

## Założenia i wnioski
Dane molekularne niezgodne z wcześniejszymi poglądami można wytłumaczyć przy pewnym założeniu. Otóż wcześniej uznawano, że większość mutacji jest niekorzystnych, są one szybko eliminowane przez dobór, ale zdarzają się korzystne, które się utrwalają. Zdanie na temat rzadkości mutacji korzystnych jest faktem, również mutacje niekorzystne zdarzają się często. Jednak wedle teorii neutralnej większość mutacji jest neutralna, ani korzystna, ani niekorzystna. Większość mutacji nie wpływa więc w ogóle na dostosowanie organizmu. Tak więc większość zmienności wykrywanej na poziomie molekularnym na przykład za pomocą elektroforezy czy sekwencjonowania DNA nie wpływa na zdolności adaptacyjne organizmu, w przeciwieństwie do cech behawioralnych, morfologicznych czy fizjologicznych, które podlegają głównie doborowi naturalnemu. Cechy te również mają swoje odbicie w cechach molekularnych, ale odpowiadające i zmiany molekularne stanowią tylko nieznaczną część całkowitej zmienności molekularnej (które w znakomitej większości takie zmiany nie odpowiadają).
Co więcej, na poziomie molekularnym jedne allele cały czas zastępowane są innymi. Co jakiś czas w danym allelu pojawia się mutacja. Często eliminuje ją dryf genetyczny, niekiedy już w pierwszym pokoleniu, niekiedy jednak zostaje utrwalona. Cały czas jednak pojawiają się nowe mutacje. Po jakimś czasie jednej z nich udaje się utrwalić i wyprzeć poprzedni allel. Po pewnym czasie cała sytuacja się powtarza. Czas ten zależy głównie od liczebności populacji – w większych populacjach musi minąć więcej czasu, nim dany allel się utrwali. Ma to pewne przełożenie na pracę biologów. Mianowicie stałe tempo zastępowania alleli pozwala zastosować do oceny czasu rozejścia się linii ewolucyjnych metodę zegara molekularnego.

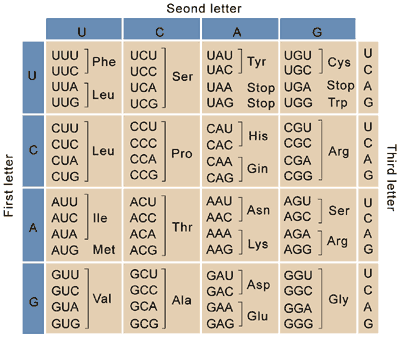
Tempo mutacji neutralnych różni się pomiędzy pierwszą (po lewej), drugą (na górze) i trzecią (po prawej) pozycją w kodonie z uwagi na degenerację kodu genetycznego

Pozostaje pytanie, jak to możliwe, by zmiany molekularne zachodziły bez echa zmian w morfologii czy fizjologii. Otóż wiele zmian w DNA po prostu nie ma żadnego przełożenia na zmiany w łańcuchu białkowym. Kod genetyczny jest zdegenerowany, najsilniej w trzeciej zasadzie trypletu. Co więcej, tylko mała część materiału genetycznego spełnia jakąkolwiek funkcję, a jeszcze mniejsza koduje białka. U organizmów eukariotycznych nawet zaś obszary kodujące poprzerywane są niekodującymi (intronami). Ponadto nawet jeśli zmiany w materiale genetycznym spowodują zmianę w łańcuchu reszt aminoacylowych białka, to taka modyfikacja nie musi przekładać się na zmianę jego właściwości. Większość zmian w budowie białek nie ma dużego wpływu na funkcjonowanie organizmu.
Niekiedy jednak zamiana w większości reszt aminokwasowych łańcucha polipeptydowego będzie skutkowała zmianą funkcji, polegającą na przykład na zmianie kształtu białka bądź zmianie jego powinowactwa do innych cząsteczek, to znaczy w większości miejsc nie będzie mogła zajść mutacja neutralna. Sytuację taką określa się występowaniem wielu ograniczeń funkcjonalnych w danym locus.
Tempo mutacji dla danego genu na gametę na pokolenie oznacza się {\displaystyle u_{T}.} Część z tych mutacji będą stanowić mutacje neutralne, część szkodliwe, niewielką część – korzystne. Ułamek odpowiadający mutacjom neutralnym oznacza się przez {\displaystyle f_{0}.} W efekcie tempo mutacji neutralnych, oznaczane {\displaystyle u_{0}} dane jest wzorem:
{\displaystyle u_{0}=f_{0}u_{T}.}
Wyliczona wielkość obrazować może jednak tempo mutacji efektywnie neutralnych. Efektywna neutralność polega na tym, że allel zachowuje się, jakby noszona przezeń mutacja była neutralna, to znaczy decydujący wpływ odgrywa nań dryf, a nie dobór naturalny. Mutacja taka może w rzeczywistości nieznacznie osłabiać bądź poprawiać funkcjonowanie genu, ale wpływ ten można zaniedbać względem wpływu dryfu genetycznego. Przybliżenie takie zachodzi zwłaszcza w niewielkich populacjach, w których działanie dryfu genetycznego wyraża się silniej.
Wracając do ograniczeń funkcjonalnych, będą one ściśle związane z tempem mutacji neutralnych. W sytuacji niewielkich ograniczeń funkcjonalnych tempo mutacji neutralnych będzie duże, natomiast znaczne ograniczenia funkcjonalne będzie redukowały to tempo, mianowicie wartość {\displaystyle u_{0}} będzie znacznie mniejsza od {\displaystyle u_{T}.} Ogólnie w regionach kodujących najwyższego tempa mutacji neutralnych oczekiwać można w trzecich pozycjach kodonów, drugie pozycje zaś będą cechować się najniższym tempem mutacji neutralnych, jako że są w najmniejszym stopniu zdegenerowane. Regiony DNA nie pełniące żadnej funkcji nie będą miały w związku z tym żadnych ograniczeń funkcjonalnych, wobec czego tempo mutacji neutralnych będzie w tych rejonach większe.
Teoria neutralna mutacji molekularnych określa także tempo utrwalania się nowych alleli w populacjach. W populacji o efektywnej liczebności {\displaystyle N_{e}} będzie {\displaystyle 2N_{e}} kopii danego genu, bo każdy organizm posiada w swym materiale genetycznym diploidalną ilość kopii. W każdej z tych kopii może zajść mutacja, wobec czego częstość mutacji wynosić będzie:
{\displaystyle 2N_{e}\cdot u_{0}.}
Szansę na utrwalenie się danej mutacji określa teoria dryfu genetycznego. Prawdopodobieństwo to równe jest częstości allelu noszącego daną mutację. Skoro jest to nowa mutacja, to w populacji występuje tylko jedna jej kopia. Jej częstość i szukane prawdopodobieństwo wynoszą w takim razie:
{\displaystyle {\frac {1}{2N_{e}}}.}
Wobec tego liczbę mutacji utrwalających się w danym pokoleniu obliczyć można, mnożąc liczbę powstających mutacji przez szansę ich utrwalenia się. Na wzorach matematycznych operacja ta ma postać:
{\displaystyle 2N_{e}u_{0}\cdot {\frac {1}{2N_{e}}}=u_{0}.}
Z zaprezentowanego obliczenia wynika, że liczba utrwalających się na dane pokolenie mutacji jest stała, co więcej, równa ilości powstających mutacji. Nie zależy natomiast od liczebności populacji. Może się to wydawać sprzeczne z informacją, że w większej populacji mija więcej czasu, nim dana mutacja zdoła się utrwalić. Efekt ten równoważy jednak większa ilość mutacji powstających w liczniejszej populacji. W miarę upływu czasu trwa ciągła wymiana alleli w populacji. Średnio co 4N pokoleń 1 z alleli utrwala się, pozostałe znikają z populacji, tymczasem wciąż tworzą się na drodze mutacji nowe allele. Tworzy się stan równowagi, w którym częstość heterozygot {\displaystyle H} wyraża się wzorem:
{\displaystyle H={\frac {4N_{e}u_{0}}{4N_{e}u_{0}+1}}.}
Teoria ta wiąże się też z koncepcją zegara molekularnego. Jeśli dana populacja rozdziela się na dwie populacje, które odtąd nie wymieniają już ze sobą materiału genetycznego, to odtąd nowe allele powstające na drodze mutacji będą ustalały się niezależnie. Tak więc w każdej z populacji pojawią się odrębne mutacje i odrębne mutacje się w nich utrwalą. Z biegiem czasu zmiany będą się gromadzić. Dla krótkiego czasu każda zmiana będzie tworzyć nowy allel odrębny od pierwotnego, dlatego też początkowo liczba różnic par zasad będzie wprost proporcjonalna do mijającego czasu. Oznaczając liczbę tych różnic przez {\displaystyle D,} a upływający od dywergencji czas, mierzony w pokoleniach, przez {\displaystyle D,} i uwzględniając, że zmiany zachodzą w dwóch ewoluujących liniach jednocześnie, otrzymuje się wzór:
{\displaystyle D=2u_{0}t.}
W miarę upływu czasu zachodzi coraz więcej zmian, niektóre nowe mutacje zachodzą więc w miejscach, gdzie już kiedyś w przeszłości zaszła mutacja. Tak więc z upływem czasu ilość nowych podstawień spada. Mniej więcej liniowy wzrost trwa przez około 5-10 milionów lat. W efekcie na podstawie liczby różnic genetycznych pomiędzy populacjami można oszacować tempo mutacji neutralnych ze wzoru:
{\displaystyle u_{0}={\frac {D}{2t}}}
jedynie przez pewien czas po rozdzieleniu linii.